# El cacique y la diosa
El cacique y la diosa fue una telenovela colombiana realizada por Producciones PUNCH, protagonizada por Juan Pablo Shuk y Liesel Potdevin. Basada en un argumento de David Sánchez Juliao.

## Sinopsis
La telenovela cuenta la historia de un joven de clase alta que sueña con ser ciclista y una humilde joven que aspira a ser reina de belleza y en ese romance a la carrera y los obstáculos que se presentan, el ciclista logra coronar el amor de su reina.

## Elenco
- Juan Pablo Shuk como Camilo ‘el Cacique’ Rueda
- Liesel Potdevin como Diosa Tamayo
- Alejandro Martínez
- Rosemary Cárdenas - Ángela
- Álvaro Ruíz Jr - Julián
- Orlando Cadavid - Pedro Pablo Tamayo
- Margalida Castro - Alicia Giraldo
- Ana Bolena Ramírez - Angélica
- Diana Mejía - Angelina
- Rocío Chacón
- Claudia Grimaldi
- Ana Bolena Mesa
- Martha Salazar
- Víctor Hugo Ruíz
- Manuel Pachón
- Pedro Mogollón
- Sigifredo Vega
- Peter Klaus
- Víctor Cifuentes
- Alberto Saavedra
- Amparo Suárez
- Chela Del Río
- Santiago Bejarano
- Olga Lucía Correa
- Merena Dimont
- Rafael Bohórquez
- Fernando San Miguel